# Nikita Misiula
Nikita Misiula (ros. Никита Мисюля; ur. 23 kwietnia 1990 roku) – rosyjski kierowca wyścigowy i kolarz górski.

## Kariera
Misiula rozpoczął karierę w wyścigach samochodowych w 2013 roku od startów w rosyjskich mistrzostwach Lada Granta Cup. W późniejszych latach poświęcił się głównie startom w Rallycrossie oraz World Touring Car Championship.

## Statystyki
| Sezon | Seria                                                 | Zespół        | Wyścigi | Zwycięstwa | PP | NO | Podium | Punkty | Pozycja |
| ----- | ----------------------------------------------------- | ------------- | ------- | ---------- | -- | -- | ------ | ------ | ------- |
| 2014  | World Touring Car Championship                        | Campos Racing | 2       | 0          | 0  | 0  | 0      | 0      | 26      |
| 2014  | World Touring Car Championship - Independent's Trophy | Campos Racing | 2       | 0          | 0  | 0  | 0      | 5      | 11      |